# 香港家庭計劃指導會
香港家庭計劃指導會（英語：The Family Planning Association of Hong Kong，縮寫：FPAHK，簡稱：家計會），為香港非牟利志願機構，於1950年成立，致力為香港個人、家庭和社會提倡、推廣及提供「性與生殖健康及權利」，包括性教育、節育、避孕及終止懷孕等方面的資訊、教育、醫療及輔導服務，並宣揚「計劃生育，克盡親職」的觀念。現為香港公益金會員社會福利機構。

## 歷史

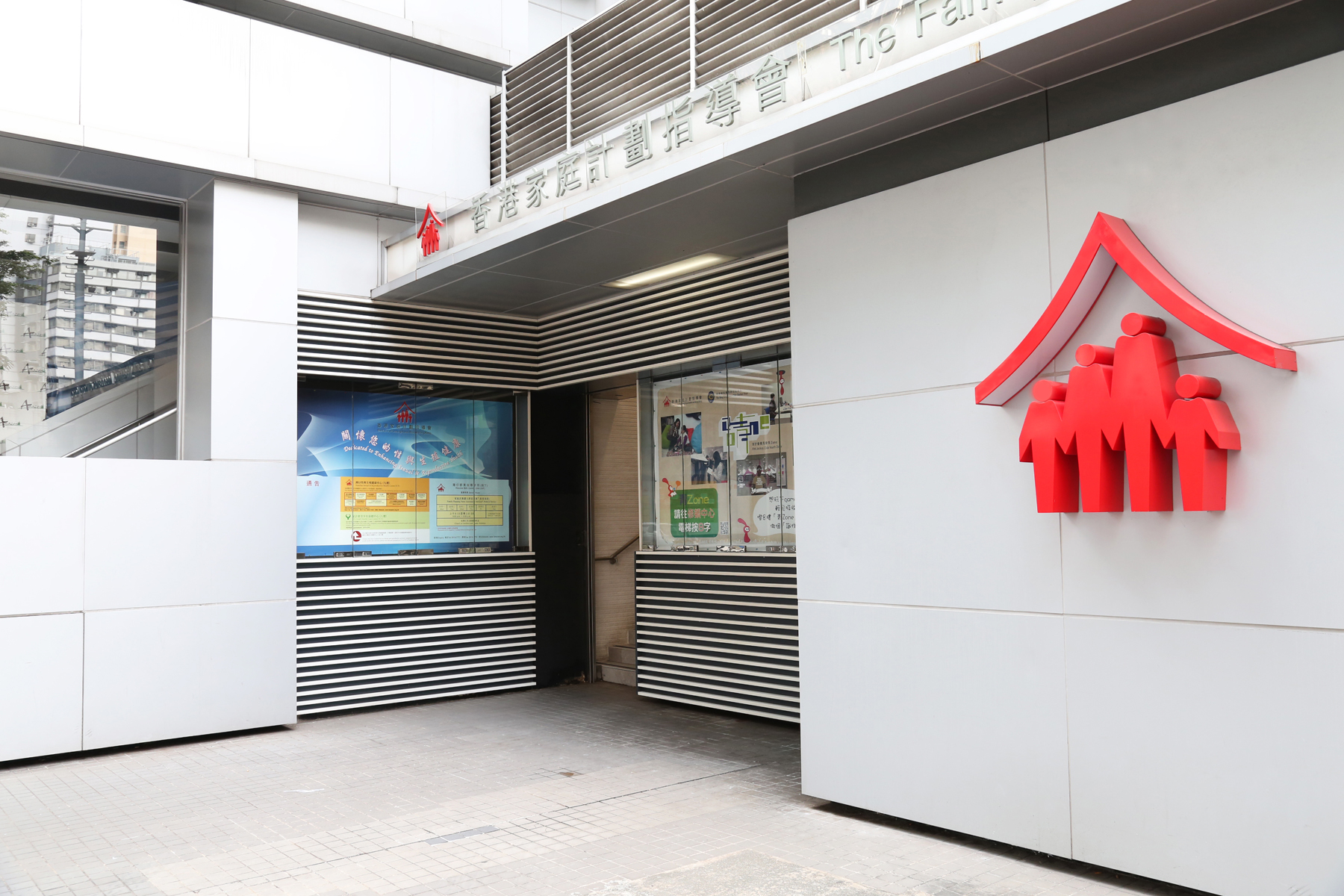
家計會灣仔診所

香港家庭計劃指導會前身為於1936年成立的香港優生學會（Hong Kong Eugenics League），也是世界上最早為婦女提供避孕服務的組織之一，最初在灣仔貝夫人健康院提供婦女節育診所服務。學會於香港日佔時期期間停止運作，後於1950年易名為香港家庭計劃指導會，並以非牟利志願機構性質為香港市民提供節育指導及家庭推廣計劃及服務。1952年，家計會成為國際計劃生育聯合會的八個創會成員之一。1955年起，香港政府開始每年資助家計會的運作和活動。:251:692-693:150
1967年，家計會進行全港首次「香港家庭計劃知識、態度及實行調查」，並展開性教育推廣工作，自此每五年進行一次相關全港性調查。 1970年代中葉起，醫務衛生署陸續接辦家計會設於香港32所政府母嬰健康院內的節育指導所。當時，有鑑於香港人口急速增長，家計會首任總幹事林貝聿嘉構思「兩個就夠晒數」節育運動。 1975年，其時於家計會任職的周梁淑怡延請廣告製作人及流行曲詞曲作者黃霑創作《兩個夠晒數》廣告及廣告歌，並由歌手仙杜拉主唱。:411 同時，家計會亦先後推出不同節育服務，包括經腹結紮手術、青年輔導、終止懷孕、婚前體格檢查等，並成立首間婦女會及設立參考圖書館。
1980年代起，因應香港整體生育率下降及人口老化，家計會始以鼓勵生育為宣傳主調，並拓展對青少年的家庭推廣服務和研究。:692 1986年，家計會於銅鑼灣成立首間青少年保健中心，後於1989年啟用位於灣仔修頓中心的新總部。
1998年，家計會開展流動診所服務，翌年推出性教育流動圖書館及更年期診所服務。2000年代，隨著香港人口趨勢及家庭觀念的轉變，家計會推廣主調亦更改為呼籲夫婦及早進行家庭計劃，並先後推出不同性與生殖健康服務，例如男性保健服務、子宮頸病診所、骨質疏鬆診所、乳房保健診所、性治療服務等。2011年，家計會賽馬會青春斗教學車啟用，以在社區推廣性教育。2012年，家計會賽馬會青Zone開幕，為青少年提供一站式性教育資訊及醫療服務。

## 服務地點
- 服務地點 （页面存档备份，存于）

## 外部連結
網頁
- 香港家庭計劃指導會網頁 （页面存档备份，存于）
- 家計會性教育網頁 （页面存档备份，存于）
- 家計會婦女會網頁 （页面存档备份，存于）

社交媒體
- Facebook
  - 家計會的Facebook專頁
  - 家計會性教育的Facebook專頁
  - 阿得與阿家的Facebook專頁
- Instagram
  - 家計會性教育的Instagram帳戶
  - 阿得與阿家的Instagram帳戶
- YouTube
  - YouTube上的家計會頻道
- WeChat
  - 家計會青少年服務 （页面存档备份，存于）（帳號：家計會青少年服務）